# Reserva índia Eden Valley 216
La Reserva índia Eden Valley 216 és una reserva índia a Alberta situada vora Longview. És compartida per les bandes índies Bearspaw, Chiniki, i Wesley de la Primera Nació Nakoda (Stoney). Té una superfície de 17,48 km². El 2011 tenia 587 habitants, dels quals 320 parlen stoney